# Joseph Joffre
Joseph Jacques Césaire Joffre (12. januar 1852 – 3. januar 1931) var en fransk general og senere marskal, der var chef for den franske hær mellem 1914 og 1916 under 1. Verdenskrig. Han er mest kendt for sin omgruppering af de allierede hære så de besejrede tyskerne under det første slag ved Marne i 1914.